# Волнения в Иордании (2011)
Волнения в Иордании — события начавшиеся в январе 2011 года.
Начались 22 января с демонстрации с требованием отставки правительства страны под влиянием революции в Тунисе. 28 января демонстрации охватили многие города королевства (Амман, Ирбид, Акабу, Зарку, Мафрак, Маан, Карнак и Аджалюн).
По данным AP, в демонстрациях приняло участие порядка 5 тысяч человек.

## Предпосылки
Комплекс проблем, накопившийся в Иордании к началу 2011 года, в целом схож с тем, который привел к восстанию в Тунисе, — безработица, инфляция и коррупция. Доля нетрудоустроенного населения к концу 2010 года достигла 12,5%, а инфляция выросла с отрицательных значений (-0,7%) в 2009-м до 4,8% к концу 2010 года.
Требования протестующих тоже были схожи — отставка премьер-министра Иордании Самира аль-Рифаи, экономические реформы, либерализация избирательной системы. Речи о свержении монархии изначально не шло, то есть протестующие не требовали пересмотра существовавшего политического уклада в государстве — этим события в Иордании отличаются от других стран, затронутых Арабской весной.

## Ход событий
- 22 января — первая демонстрация в столице страны Аммане[4][5]
- 28 января — демонстрации во многих городах страны[1][6]
- 1 февраля — отставка правительства аль-Рифаи. Новым премьером назначен Маруф аль-Бахит[7][8][9].
- 25 февраля — на улицы Аммана вышли, по разным данным, 7-10 тыс. человек, и это стало крупнейшей акцией с момента начала протестов.
- 24 марта — объявлено о создании студентами и безработной интеллигенцией «Движение 24 марта», на центральной площади был разбит лагерь, возле МВД, бессрочный протест против премьера Маруфа аль-Бахита[10]. Вечером сторонники короля (50 чел) напали на лагерь студентов, до этого полиция потушила свет на площади[11].
- 25 марта —  на территории лагеря оппозиции произошли столкновения между сторонниками короля и более чем 2 тыс. протестующих. «Лоялисты» бросали камни в участников протестов, а полиция, как говорят очевидцы, не сразу вмешивалась в происходящее. В тот день ранения получили около 100 человек, по сообщениям очевидцев, двое погибли.

## Меры властей

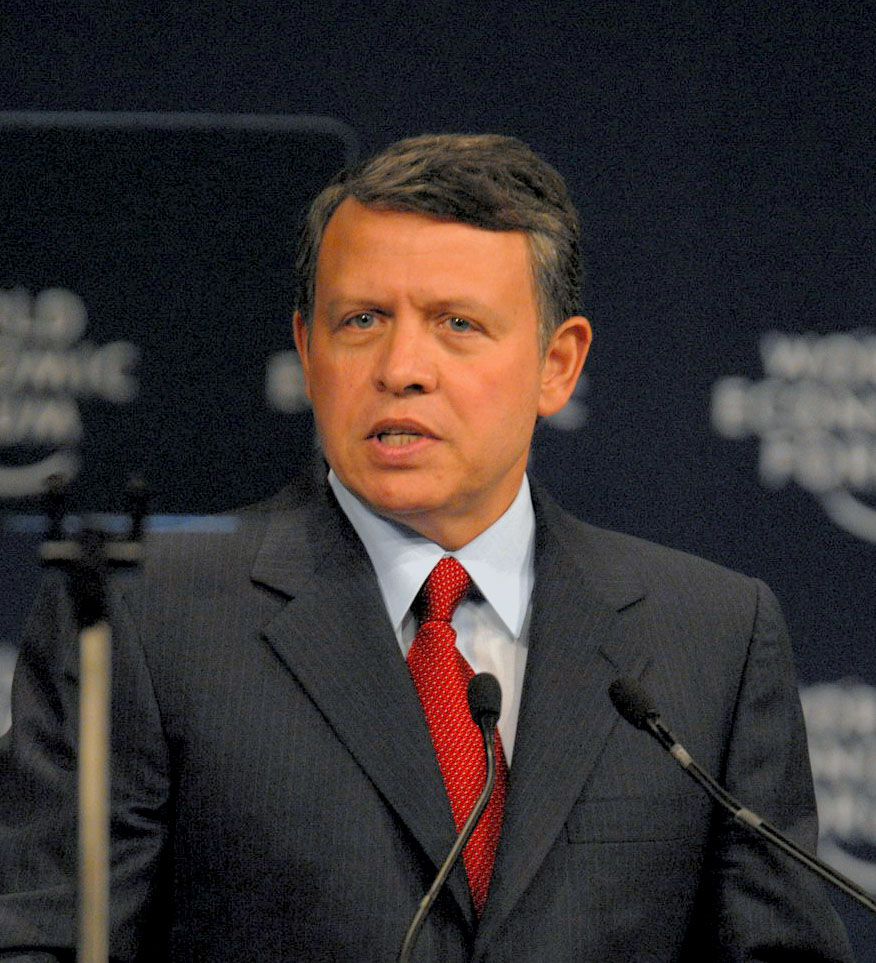
Иорданский король Абдалла II

17 октября 2011 года правительство Маруфа аль-Бахита ушло в отставку. Помимо отставки кабинета король попытался сбить протесты с помощью финансовых вливаний. В 2011 году он выделил 0,5 млрд долларов на зарплаты госслужащих и на регулирование цен на топливо и товары первой необходимости (часть этих денег дали США и ЕС). Кроме того, в 2011 году Иордания получила помощь от Саудовской Аравии на сумму в 1,6 млрд долларов.

## Последствия
Арабская весна в Иордании не привела к смене власти, но страна все равно считается одной из самых пострадавших от волнений в регионе. Все дело в огромном потоке беженцев из соседней Сирии, которые спасались от начавшейся там гражданской войны. В Иордании появился огромный палаточный лагерь площадью пять квадратных километров, содержать который власти самостоятельно не могли, а местным жителям он начал доставлять множество неудобств. О том, как помощь сирийскому народу вызвала недовольство простых иорданцев и вынудила короля просить денег у всего мира.